# Guillaume d’Estouteville

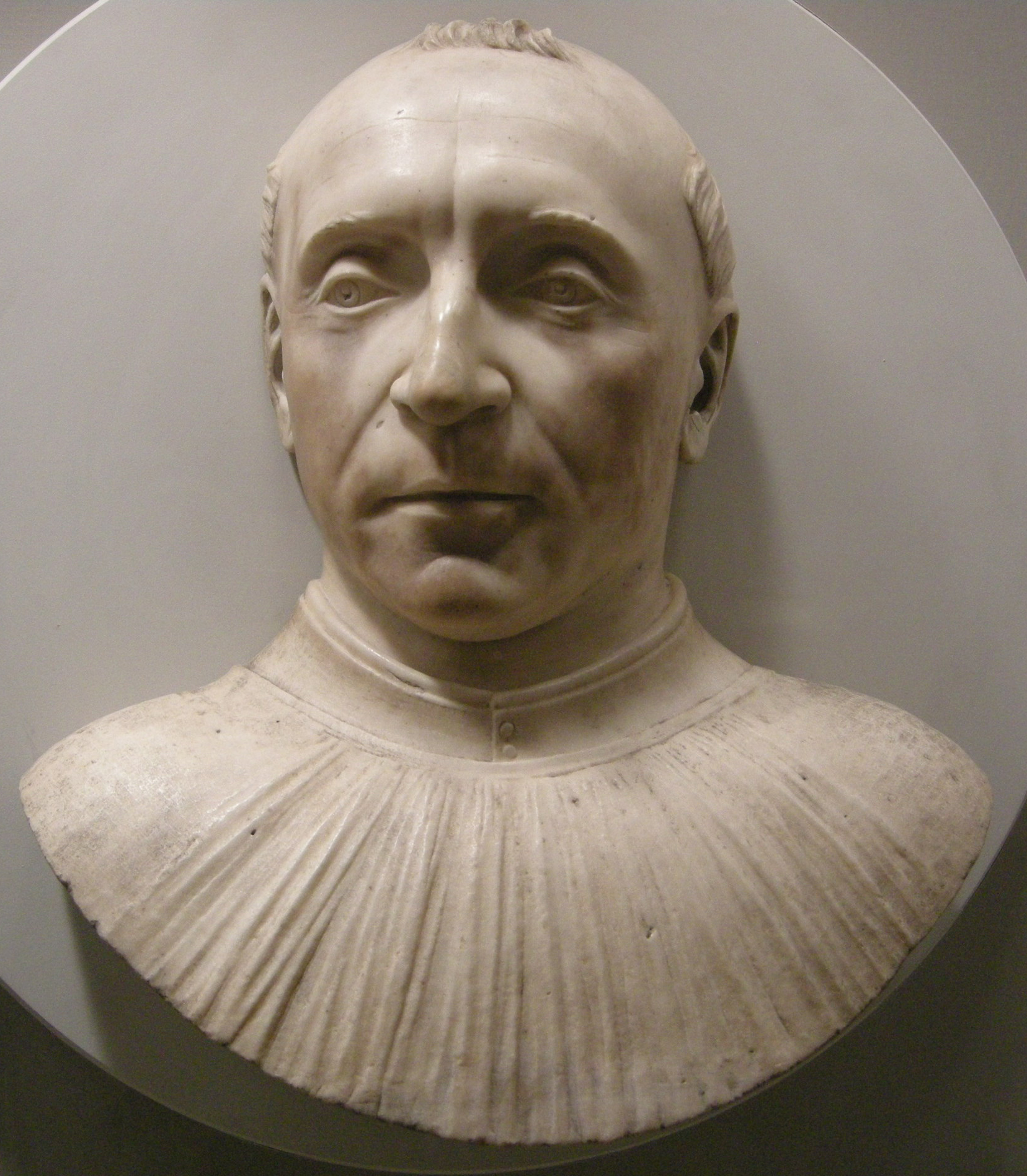
Guillaume d'Estouteville

Guillaume d’Estouteville (Normandië, 1403 – Rome, 22 januari 1483) was aartsbisschop van het Franse Rouen en kardinaal van de Rooms-Katholieke Kerk.

## Biografie
Guillaume was de zoon van Jean d’Estouteville en Margarite d’Harcourt. Via zijn moeder, een achterkleindochter van Isabelle van Valois die op haar beurt een dochter was van Karel van Valois en Mathilde van Saint-Pol, was er sprake van verwantschap met de Franse dynastie Valois.
Guillaume trad toe tot de orde van de benedictijnen in het klooster Saint-Martin-des-Champs te Parijs. In die periode behaalde hij ook zijn doctoraal in kerkelijk recht. Op 20 februari 1439 werd hij gekozen tot bisschop van Angers, een positie die hij nooit zou opnemen en waarvan hij in 1447 afstand zou doen. Op 25 september van dat jaar werd Guillaume ook aangesteld als bisschop van Digne (1439-1445).
Tijdens het consistorie van 18 december 1439 werd Guillaume door paus Eugenius IV tot kardinaal-priester gecreëerd, waarbij hem de titelkerk Santi Silvestro e Martino ai Monti werd toegewezen.
| Overzicht kerkelijke benoemingen   | Overzicht kerkelijke benoemingen |
| Bisdommen                          | Bisdommen                        |
| Plaats                             | Periode                          |
| ---------------------------------- | -------------------------------- |
| Couserans                          | 1439                             |
| Mirepoix                           | 1439-1441                        |
| Nîmes                              | 1441-1450                        |
| Béziers                            | 1444-1447                        |
| Lodève                             | 1450-1453                        |
| Saint-Jean-de-Maurienne            | 1453 tot aan zijn dood           |
| Abdijen                            |                                  |
| Mont Saint-Michel                  | 1445 tot aan zijn dood           |
| Saint-Gildas-des-Bois (Nantes)     | 1456-1462                        |
| Saint-Ouen (Rouen)                 | 1461 tot aan zijn dood           |
| Montebourg                         | 1466 tot aan zijn dood           |
| Saint-Martin-des-Champs (Parijs)   |                                  |
| Cisterciënzer klooster van Cerreto |                                  |

De vele beneficiën en aanstellingen tot bestuurder van verschillende (aarts-)bisdommen maakte hem tot een van de rijkste kardinalen van zijn tijd. Zijn inkomsten werden aangewend voor zijn grootschalige hofhouding, het verstrekken van leningen aan andere prelaten en pausen, en de restauratie en herbouw van verschillende monumenten, gebouwen en fortificaties. Hiertoe behoorde onder andere de vestingwerken van Ostia en de herbouw van de Sant’Agostino basiliek te Rome. Een inscriptie op de façade van de basiliek herinnert aan de inbreng van Guillaume d’Estouteville:
GVILLERMVS DE ESTOVTEVILLA EPISC. OSTIEN. CARD. ROTHOMAGEN. S..S. CAMERARIVS FECIT..MCCCCLXXXIII
Ook binnen het pauselijk hof speelde Guillaume een belangrijke rol. Tijdens verschillende periodes trad hij op als camerlengo van het College van Kardinalen en werd hij aangesteld als aartspriester van de Basiliek van Santa Maria Maggiore in 1443. Als legaat voor Frankrijk namens paus Nicolaas V ondernam Guillaume twee missies: Van 1451-1453 was hij in Parijs om de Franse koning de Pragmatieke Sanctie van Bourges uit 1438 te laten herroepen, het proces tot rehabilitatie van Jeanne d'Arc te starten en hervormingen door te voeren binnen de universiteit van Parijs. In de periode 1454-1455 kreeg hij de opdracht om koning Karel VII van Frankrijk ervan te overtuigen deel te nemen aan de door de paus voorgenomen kruistochten tegen de Ottomanen.
Na zijn wijding tot aartsbisschop van Rouen in 1453 opteerde Guillaume voor kardinaal-bisschop van het suburbicair bisdom Porto. In 1461 volgde zijn aanstelling tot kardinaal-bisschop van Velletri en Ostia, waarna in 1472 zijn benoeming tot deken van het College van Kardinalen volgde.
Guillaume had in zijn testament vastgelegd, dat mocht hij komen te overlijden in Frankrijk hij bijgezet wenste te worden in de kathedraal van Rouen; in geval van overlijden elders (Rome) moest het lichaam worden bijgezet in de Sant’Agostino basiliek te Rome en zijn hart in Rouen.
Kort na zijn dood op 22 januari 1483 ontstond er een grote rivaliteit tussen de kanunniken van de Santa Maria Maggiore basiliek en de augustijnen, die ieder op hun beurt de begrafenis van de kardinaal op zich wilden nemen. Bij deze twisten moest ook het opgebaarde lichaam van Guillaume het ontgelden, en werd het o.a. ontdaan van de brokaten kledij, de bisschopsring en mijter. Ook diverse persoonlijke bezittingen (met een geschatte waarde van 30.000 dukaten) werden hierbij ontvreemdt.
Uiteindelijk werd Guillaume d’Estoutevilles lichaam op 25 januari 1483 bijgezet in de Sant’Agostino basiliek op een onbekende plaats.

## Bijzonderheden

### Conclaaf van 1458
Hoewel Guillaume d’Estouteville tijdens zijn kardinaalschap deelnam aan vijf conclaven was het conclaaf van 1458 het belangrijkst, daar hij tijdens dit conclaaf gold als papabile. Een pro-Franse factie binnen het College van Kardinalen steunde de aanspraak van Guillaume op de pauselijke troon, zij het dat van de kant van d’Estouteville aan de sympathisanten financiële en bestuurlijke voordelen waren toegezegd. Onder aanvoering van de Venetiaanse kardinaal Pietro Barbo –die in 1464 tot paus Paulus II werd gekozen- werden kardinalen opgeroepen niet te kiezen voor een Fransman uit vrees voor een herleving van Franse invloeden binnen het pauselijke hof en de Italiaanse gebieden. Uiteindelijk viel de keuze op Enea Silvio Piccolomini, de kardinaal van Siena, die de naam Pius II aannam.

### Persoonlijk leven
Guillaume d’Estouteville had een relatie met Girolama Tosti waaruit twee zonen (Agostino en Girolamo) en drie dochters werden geboren. Voor zijn dochters arrangeerde hij huwelijken met Italiaanse notabelen. De aankoop van de pauselijke leengebieden van Frascati, Nemi en Genzano van de Colonna familie in 1479 droeg hij over aan zijn beide zoons.
- Bibliothèque nationale de France: cb11575190w (data)
- Gemeinsame Normdatei: 129007943
- International Standard Name Identifier: 0000 0001 2120 7850
- Library of Congress Control Number: nr00009830
- SNAC: w6vq6r97
- Système universitaire de documentation: 081292759
- Union List of Artist Names: 500317403
- Virtual International Authority File: 12302722
- WorldCat: E39PBJy8rWQC4mtY6qdQq4Cfbd